# Domenico Modugno e la sua chitarra - Un poeta un pittore un musicista
Domenico Modugno e la sua chitarra - Un poeta un pittore un musicista è il 3º album registrato in studio da Domenico Modugno.

## Il disco

### Le canzoni
Dopo il cambio di casa discografica, ed il passaggio dalla RCA Italiana alla Fonit, Modugno aveva ottenuto la prima soddisfazione come autore, la sua canzone Musetto infatti era stata ammessa al Festival di Sanremo 1956, interpretata da Gianni Marzocchi, ed era anche riuscita a classificarsi per la finale, concludendo la gara all'ottavo posto.
La canzone, tra l'altro, era già stata incisa da Modugno in un EP per la RCA, passando inosservata (all'epoca il regolamento del Festival non prescriveva per le canzoni l'obbligo di essere inedite).
Il buon piazzamento di Musetto spinse la Fonit alla pubblicazione di un album, nel novembre dello stesso anno: il disco racchiude otto brani già pubblicati su EP nei mesi precedenti, e di essi ben sette sono reincisioni di canzoni già incise per la RCA; l'unico brano nuovo è Zitto zitto doce doce.

### Strumenti
Nonostante il titolo, non tutte le canzoni sono eseguite dal solo Modugno alla chitarra: in Io, mammeta e tu e in La donna riccia, ad esempio, sono presenti alcune percussioni, in Zitto zitto doce doce l'organo e in Musetto il pianoforte; nell'album comunque non è riportata alcuna nota sui musicisti che hanno partecipato o sugli arrangiatori.
I testi e le musiche sono tutti di Domenico Modugno, tranne Io, mammeta e tu, il cui testo è di Riccardo Pazzaglia e La sveglietta, la cui musica è di Franco Nebbia.
La copertina dell'album raffigura Modugno mentre canta e suona la chitarra, ed è di colore giallo; in basso a sinistra riporta il marchio della Fonit (Fonodisco Italiano Trevis), che non si era ancora fusa con la Cetra, mentre in alto è riportato il sottotitolo Un poeta un pittore un musicista; sull'etichetta invece è presente il titolo Domenico Modugno e la sua chitarra.
Anche questo album di Modugno fu pubblicato in formato 22 cm (leggermente più piccolo dei normali LP).

## Tracce
LATO A
1. La donna riccia
2. Lu minaturi
3. La sveglietta
4. Lu pisci spada

LATO B
1. Io, mammeta e tu
2. Lu sciccareddu 'mbriacu
3. Musetto
4. Zitto zitto, doce doce